# Gonzalo Villar
Gonzalo Villar del Fraile (ur. 23 marca 1998 w Murcji) – hiszpański piłkarz występujący na pozycji pomocnika we włoskim klubie AS Roma oraz w reprezentacji Hiszpanii do lat 21. Wychowanek Elche, w trakcie swojej kariery grał także w Valencii B.